# Werelderfgoed in Sri Lanka
Tot het Werelderfgoed in Sri Lanka behoren acht Werelderfgoederen. Het eerste Werelderfgoed werd in 1982 ingeschreven. 

## Werelderfgoederen

### Actuele Werelderfgoederen
Deze lijst toont de acht Werelderfgoederen in Sri Lanka in chronologische volgorde (C – Cultuurerfgoed; N – Natuurerfgoed).
| Naam                              | Jaar | Soort | Beschrijving | Afbeelding |
| --------------------------------- | ---- | ----- | --- | ---------- |
| Heilige stad Anuradhapura         | 1982 | C     | Een heilige stad voor het boeddhisme omdat een loot van de Boom der Verlichting, de vijgenboom waaronder de Boeddha zijn Verlichting vond, in de 3e eeuw v.Chr. naar Anuradhapura gebracht werd. Er zijn vier grote stoepa's van aarde en baksteen gebouwd ter bescherming van Boeddhistische relikwieën.                     |            |
| Oude stad Polonnaruwa             | 1982 | C     | Polonnaruwa werd de tweede koningsstad van Sri Lanka omstreeks 1070 na Christus onder koning Vijayabahu I. |            |
| Oude stad Sigiriya                | 1982 | C     | Het 1600 jaar oude complex bestaat uit een zomer- en winterpaleis, lusthoven die omgeven zijn door 8 kilometer muren en grachten en, boven op de rots, een citadel. Aan de noordzijde van de rots bereikt men halverwege de steile beklimming via trappen de Spiegelwand. Hierop zijn fresco's afgebeeld van 'wolkenmaagden'. |            |
| Woudreservaat Sinharaja           | 1988 | N     | Het bosreservaat Sinharaja ligt in het zuidwesten van Sri Lanka. Het is het laatste levensvatbare primair tropisch regenwoud van Sri Lanka. Meer dan 60% van de bomen zijn inheems en velen hiervan worden beschouwd als zeer zeldzaam.                                                                                       |            |
| Heilige stad Kandy                | 1988 | C     | De heilige boeddhistische stad Kandy was de laatste hoofdstad van de Sinhala koningen. Dankzij de bescherming van deze koningen kon de Dinahala cultuur meer dan 2.500 jaar lang bloe. In Kandy bevindt zich ook de Tempel van de Tand (de heilige tand van Boeddha), een beroemd bedevaartsoord.                             |            |
| Oude stad Galle en vestingwerken  | 1988 | C     | Galle bereikte het hoogtepunt van haar ontwikkeling in de 18e eeuw, voor de komst van de Britten. Het is het beste voorbeeld van een versterkte stad gebouwd door Europeanen in Zuid en Zuidoost Azië. |            |
| Gouden tempel van Dambulla        | 1991 | C     | Dit grotklooster is al 22 eeuwen een heilig bedevaartsoord. Het klooster heeft vijf heiligdommen en is het grootste, best bewaarde grottempelcomplex in Sri Lanka. Vooral de 157 beelden en boeddhistische muurschilderingen zijn bijzonder.                                                                                  |            |
| Centrale hooglanden van Sri Lanka | 2010 | N     | De hooglanden van Sri Lanka omvatten het beschermd gebied Peak Wilderness, het nationaal park Horton Plains en de Knuckles Conservation Forest. |            |

### Als Werelderfgoed genomineerde objecten
In de voorlopige lijst van de UNESCO worden objecten ingeschreven, die naar het inzicht van de betreffende regering potentieel voor de erkenning als Werelderfgoed in aanmerking komen. Dit zegt niets over de eventuele daadwerkelijke succesvolle inschrijving op de lijst. Tegenwoordig (2021) zijn op de lijst drie objecten uit Sri Lanka ingeschreven.
| Naam                                                               | Jaar | Soort | Beschrijving                                                               | Afbeelding |
| ------------------------------------------------------------------ | ---- | ----- | -------------------------------------------------------------------------- | ---------- |
| Seruwila Mangala Raja Maha Vihara                                  | 2006 | C     |                                                                            |            |
| Oude pelgrimsroute van Seruwila naar Sri Pada (Adam's Peak)        | 2010 | C     |                                                                            |            |
| Het oude Ariyakara Viharaya in het Rajagala Archaeological Reserve | 2020 | C     |                                                                            |            |
| Boeddhistische meditatiekloosters van het oude Sri Lanka           | 2024 | C     | Vier archeologische locaties: Ritigala, Manakanda, Arankele en Maligatenna |            |